# William Gregor
William Gregor (n. 25 decembrie 1761, Cornwall, Anglia, Regatul Marii Britanii – d. 11 iunie 1817, Creed⁠(d), Grampound with Creed⁠(d), Anglia, Regatul Unit al Marii Britanii și Irlandei) a fost un cleric și mineralog care a descoperit elementul chimic metalic titan.